# Joseph Early
Joseph Daniel Early (Worcester (Massachusetts), 31 januari 1933 – aldaar, 9 november 2012) was een Amerikaans politicus. Hij zetelde van 1975 tot 1993 in het Huis van Afgevaardigden.

## Biografie

### Jeugd
Hij was een zoon van George Early en Mary Lally. Hij had twee broers en twee zussen. Hij zat op het College of the Holy Cross in Worcester. In 1954 won hij met zijn schoolteam een basketbaltoernooi genaamd National Invitation Tournament. Een jaar later behaalde hij zijn diploma, waarna hij twee jaar in de Amerikaanse marine diende op het schip USS Dashiell. Na deze periode werd hij leraar en basketbalcoach op St. John's Preparatory School in Shrewsbury en David Prouty High School in Spencer.

### Politiek
Early's politieke loopbaan begon in 1962, toen hij werd verkozen tot het Huis van Afgevaardigden van Massuchesetts. Hij was lid van de Democratische Partij. Op 3 januari 1975 werd hij verkozen tot het Amerikaanse Congres. Op 3 januari 1993 verloor hij zijn zetel aan de Republikein Peter I. Blute.
In 2002 werd een postkantoor in zijn geboorteplaats naar hem vernoemd.

### Persoonlijk leven
Hij was getrouwd met Marilyn A. Powers. Zij hadden acht kinderen en 23 kleinkinderen.